# Прата ди Принчипато Ултра
Пра̀та ди Принчипа̀то У̀лтра (на италиански: Prata di Principato Ultra) е малко градче и община в Южна Италия, провинция Авелино, регион Кампания. Разположено е на 310 m надморска височина. Населението на общината е 3002 души (към 2011 г.).